# Cnemaspis andersonii
Cnemaspis andersonii là một loài thằn lằn trong họ Gekkonidae. Loài này được Annandale mô tả khoa học đầu tiên năm 1905.